# Керженський
Керженський (рос. Керженский) — селище в Лисковському районі Нижньогородської області Російської Федерації.
Населення становить 17 осіб. Входить до складу муніципального утворення Валковська сільрада.

## Історія
Від 2009 року входить до складу муніципального утворення Валковська сільрада.

## Населення
| 2002 | 2010 |
| ---- | ---- |
| 27   | ↘17  |